# Saint-Projet (Tarn-et-Garonne)
Saint-Projet település Franciaországban, Tarn-et-Garonne megyében. Lakosainak száma 288 fő (2022. január 1.). Saint-Projet Bach, Beauregard, Saillac, Vaylats, Vidaillac, Loze és Puylagarde községekkel határos.

## Népesség
A település népessége az elmúlt években az alábbi módon változott:
| Lakosok száma | 293  | 287  | 283  | 280  | 278  | 274  | 281  | 288  |
|               | 2013 | 2015 | 2017 | 2018 | 2019 | 2020 | 2021 | 2022 |